# Frank Fienold
Frank Fienold (* 10. Februar 1925 in Herbsleben; † unbekannt) war ein deutscher Lokführer und Volkskammerabgeordneter für den Freien Deutschen Gewerkschaftsbund (FDGB).

## Leben
Fienold war der Sohn eines Arbeiters. Er nahm nach dem Besuch der Volksschule eine Lehre zum Autoschlosser auf und arbeitete von 1945 bis 1949 als Lokschlosser und Heizer beim Betriebswerk der Deutschen Reichsbahn in Erfurt. Ab 1949 war er bei der Deutschen Reichsbahn in Erfurt als Lokführer tätig.

## Politik
Nach dem Zweiten Weltkrieg wurde Fienold Mitglied des 1945 in der Sowjetischen Besatzungszone neugegründeten FDGB. In der Wahlperiode von 1954 bis 1958 war er Mitglied der FDGB-Fraktion der Volkskammer der DDR.

## Auszeichnungen
- 1951 Aktivist der sozialistischen Arbeit
- 1952 Verdienter Lokführer